# فلزات نجیب
در شیمی، فلزات نجیب فلزاتی هستند که مقاوم در برابر خوردگی و اکسیداسیون در هوا مرطوب می‌باشند (بر خلاف بسیاری از فلزات پایه). فهرست کوتاهی از فلزات نجیب شیمیایی (آن دسته از عناصر که تقریباً همه شیمیدانان با ان‌ها موافق هستند) شامل روتنیم (Ru)، رودیوم (Rh)، پالادیوم (Pd)، نقره (Ag)، اوسمیوم (Os)، ایریدیم (Ir)، پلاتین (Pt) و طلا (Au)است.
در فهرست‌های جامع تر جیوه (Hg)، رنیوم (Re) و مس (Cu) نیز به عنوان فلزات نجیب شناخته می‌شوند. از سوی دیگر، تیتانیوم (Ti)، نایوبیم (Nb) و تانتالم (Ta) فلز نجیب به‌شمار نمی‌روند، گرچه بسیار مقاوم در برابر خوردگی هستند.

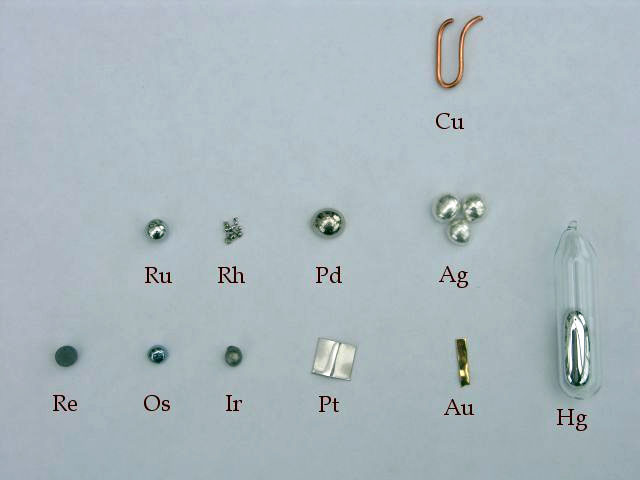
فلزات نجیب شامل مس و جیوه که بر اساس جایگاهشان در جدول تناوبی چیده شده‌اند

در حالی که فلزات نجیب با ارزش می‌باشند - به دلیل نادر بودن آنها در پوسته زمین و مفید بودن آنها در زمینه‌هایی مانند متالورژی، فناوری‌های پیشرفته و تزئینات (جواهرات، هنر، مقدسات و غیره) - اصطلاحات «فلز نجیب» و «فلزات گرانبها» مترادف نیستند.
اصطلاح «فلز نجیب» به اواخر قرن ۱۴ بازمی‌گرددو معانی مختلفی در زمینه‌های مختلف مطالعاتی و کاربرد دارد. فقط در فیزیک اتمی یک تعریف دقیق وجود دارد که تنها شامل مس، نقره و طلا است، زیرا در آنها زیر لایه D کاملاً را پر شده‌است. به همین دلیل لیست‌های متفاوت بسیاری از «فلزات نجیب» وجود دارد.
علاوه بر عملکرد اصطلاح «فلزات نجیب» به عنوان اسم مرکب، شرایطی وجود دارد که «نجیب» به عنوان صفتی برای اسم «فلز» استفاده می‌شود. «مجموعه گالوانیکی» سلسله مراتبی از فلزات (یا سایر مواد رسانای الکتریکی، از جمله کامپوزیت‌ها و شبه فلزات) است که فلزات نجیب را به فلزات فعال تبدیل می‌کند و اجازه می‌دهد تا یک فرد پیش بینی کند که چگونه مواد در محیطی که برای تولید این مجموعه‌ها تعامل دارند، رفتار می‌کنند. در این راستا، گرافیت نجیب تر از نقره است و نجیب بودن نسبی بسیاری از مواد به شدت به شرایط محیطی بستگی دارد.

## خواص
پلاتین، طلا و جیوه را می‌توان در آب آکواریا، مخلوط بسیار غلیظ از اسید هیدروکلریک و اسید نیتریک، حل کرد اما ایریدیم و نقره را نمی‌توان. با این حال پالادیوم و نقره در اسید نیتریک حل می‌شوند. روتنیم می‌تواند در آکواریا تنها در صورت حضور اکسیژن حل شود، در حالی که رودیوم باید در به صورت پودری باشد تا حل شود. نیوبیوم و تانتالوم در برابر تمام اسیدها، از جمله آب آکواریا مقاوم هستند.

## فیزیک
در فیزیک، تعریف یک فلز نجیب دشوارتر است. لازم است که زیرلایهٔ D ساختار الکترونی پر شود. از این منظر، تنها مس، نقره و طلا فلزات نجیب هستند، همان‌طور که تمام باندهای D مانند پر شده‌اند و از سطح فرمی عبور نمی‌کنند. با این حال، گروه‌های هیبریدی d از سطح فرمی تا حد اندکی عبور می‌کنند. در مورد پلاتین دو باند D از سطح فرمی عبور می‌کنند و رفتار شیمیایی خود را تغییر می‌دهند تا بتواند به عنوان کاتالیزگر عمل کند. تفاوت در واکنش پذیری می‌تواند به راحتی در تهیه سطوح تمیز فلزی در یک خلاء فوق‌العاده بالا دیده می‌شود: سطوح فلزات نجیب (به عنوان مثال طلا) که به صورت فیزیکی تعریف شده‌اند، به آسانی تمییز شده و برای مدت زمان طولانی نگه داشته می‌شود، به عنوان مثال، پلاتین یا پالادیوم، بسیار سریع به وسیله مونوکسید کربن پوشیده می‌شوند.

## الکترو شیمی
عناصر فلزی شامل فلزات نجیب و غیر نجیب:
| Element    | Atomic number | Group | Period | Reaction                                | Potential | Electron configuration |
| ---------- | ------------- | ----- | ------ | --------------------------------------- | --------- | ---------------------- |
| Gold       | 79            | 11    | 6      | Au3+ + 3 e− → Au                        | 1.5 V     | [Xe]4f145d106s1        |
| Platinum   | 78            | 10    | 6      | PtO + 2 H+ + 2 e− → Pt + H 2O           | 0.98 V    | [Xe]4f145d96s1         |
| Palladium  | 46            | 10    | 5      | Pd2+ + 2 e− → Pd                        | 0.915 V   | [Kr]4d10               |
| Iridium    | 77            | 9     | 6      | IrO 2 + 4 H+ + 4 e− → Ir + 2 H 2O       | 0.73 V    | [Xe]4f145d76s2         |
| Silver     | 47            | 11    | 5      | Ag+ + e− → Ag                           | 0.7993 V  | [Kr]4d105s1            |
| Mercury    | 80            | 12    | 6      | Hg2+ 2 + 2 e−→ 2 Hg                     | 0.7925 V  | [Xe]4f145d106s2        |
| Osmium     | 76            | 8     | 6      | OsO 2 + 4 H+ + 4 e− → Os + 2 H 2O       | 0.65 V    | [Xe]4f145d66s2         |
| Polonium   | 84            | 16    | 6      | Po2+ + 2 e− → Po                        | 0.6 V     | [Xe]4f145d106s26p4     |
| Rhodium    | 45            | 9     | 5      | Rh2+ + 2 e− → Rh                        | 0.60 V    | [Kr]4d85s1             |
| Ruthenium  | 44            | 8     | 5      | Ru3+ + 3 e− → Ru                        | 0.60 V    | [Kr]4d75s1             |
| Tellurium  | 52            | 16    | 5      | TeO 2 + 4 H+ + 4 e− → Te + 2 H 2O       | 0.57 V    | [Kr]4d105s25p4         |
| Copper     | 29            | 11    | 4      | Cu2+ + 2 e− → Cu                        | 0.339 V   | [Ar]3d104s1            |
| Bismuth    | 83            | 15    | 6      | Bi3+ + 3 e− → Bi                        | 0.308 V   | [Xe]4f145d106s26p3     |
| Technetium | 43            | 7     | 5      | TcO 2 + 4 H+ + 4 e− → Tc + 2 H 2O       | 0.272 V   | [Kr]4d55s2             |
| Rhenium    | 75            | 7     | 6      | ReO 2 + 4 H+ + 4 e− → Re + 2 H 2O       | 0.276 V   | [Xe]4f145d56s2         |
| Arsenic    | 33            | 15    | 4      | As 4O 6 + 12 H+ + 12 e− → 4 As + 6 H 2O | 0.24 V    | [Ar]3d104s24p3         |
| Antimony   | 51            | 15    | 5      | Sb 2O 3 + 6 H+ + 6 e− → 2 Sb + 3 H 2O   | 0.147 V   | [Kr]4d105s25p3         |

ستون‌های "گروه" و "دوره" موقعیت عناصر را در جدول تناوبی از نظر چینش الکترونی نشان می‌دهد. "واکنش"های ساده شده که در ستون بعدی ذکر شده‌اند نیز می‌توانند به صورت دقیق از نمودارهای پوربکس عنصر مورد نظر در آب خوانده شوند. در نهایت ستون "پتانسیل" نشان دهنده پتانسیل الکتریکی اندازه‌گیری شده عنصر بر روی یک الکترود هیدروژنی استاندارد است. تمام عناصر ذکرنشده در این جدول فلز نیستند یا دارای پتانسیل استاندارد منفی هستند.
آرسنیک، آنتیموان و تلوریم به عنوان متالوئید در نظر گرفته می‌شود و بنابراین نمی‌تواند فلزات نجیب باشد. همچنین متخصصان شیمی و متالورژیس، مس و بیسموت را به عنوان فلز نجیب نمی‌دانند زیرا ان‌ها به آسانی طبق واکنش O
2 + 2H
2O + 4e− ⇄ 4OH−
(aq) + 0.40 Vکه در هوا مرطوب امکان‌پذیر است.
زنگ شیمیایی بوسیله حمله اکسیژن در هوای مرطوب و توسطCO
2بعد از اکسیژن ایجاد می‌شود,از طرف دیگرآینه‌های پوششی رنیوم بسیار بادوام هستند، اگرچه که رنیوم و تکنسیوم به آرامی در فضای مرطوب خشک می‌شوند
انتظار می‌رود عناصر فوق سنگین از عنصر حسیوم تا لیورموریم شامل «فلزات بسیار نجیب» باشد؛ تحقیقات شیمیایی حسیوم و کوپرنیک ثابت کرده‌اند که آنها مانند همولوگهای سبکترشان رفتار می‌کنند، اوسمیوم و جیوه نیز نجیب عمل می‌کنند و در مطالعات اولیه نیکونیم و فلوئوروویما فلزات نجیب پیشنهاد شده‌اند اما به‌طور قطعی رفتار فلزات نجیب را ندارند.